# Niels Diffrient

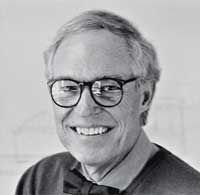
Niels Diffrient

Niels Diffrient (6 september 1928 – 8 juni 2013) was een industrieel ontwerper uit de Verenigde Staten.

## Biografie
Niels Diffrient werd in 1928 geboren op een boerderij in de buurt van Star, Mississippi. Tijdens de 'Grote Depressie' verhuisde zijn familie naar Detroit waar hij op de Cass Technical High School zat. Hij ging daarna studeren aan de Wayne State University en vervolgens aan de Cranbrook Academy of Art en studeerde uiteindelijk af als Bachelor of Fine Arts in Design & Architectuur.
In 1954 ging hij met een Fulbright Scholarship naar Italië waar hij meewerkte aan het ontwerp van de bekroonde Borletti naaimachine in de studio van Marco Zanuso. Weer terug in Amerika werkte Diffrient ruim 25 jaar op het kantoor van Henry Dreyfuss Associates, waarna hij in 1980 zijn eigen ontwerpstudio opzette.
Diffrient was een industrieel ontwerper met een grote staat van dienst. Tijdens zijn carrière van meer dan een halve eeuw heeft hij baanbrekend werk verricht door in het ontwerpproces de menselijke factor als uitgangspunt te nemen. Verder stond Diffrient bekend als iemand die in zijn ontwerpen functionele problemen zo eenvoudig en elegant mogelijk wilde oplossen, waardoor dit volgens hem altijd zou moeten leiden tot een eerlijke en tijdloze vormgeving.
Diffrient heeft vrijwel elk denkbaar product ontworpen. Van computers, vrachtwagens en vliegtuiginterieurs tot tentoonstellingen en bedrijfsidentiteiten. Daarnaast heeft hij veel gepubliceerd over ontwerpen in het algemeen, maar ook over het voor hem onlosmakelijke daarbij behorende menselijke element. Van de fameuze driedelige publicatie Human Scale in 1974 en 1981 was Diffrient coauteur.
Verder was Niels Diffrient adjunct professor in design aan de UCLA en was hij twee jaar lang een officiële criticus aan de Yale-universiteit School of Architecture.
Artikelen over hem en zijn werk zijn onder andere verschenen in Time, Fortune, Business Week en The New York Times.

## Prijzen
Op het gebied van meubelontwerp en met name op het gebied van ergonomische bureaustoelen, heeft Diffrient meer dan 25 design awards gewonnen. Eveneens beschikte hij over meer dan 46 ontwerp- en gebruikspatenten. Niet alleen in Amerika maar ook daarbuiten.
Eervolle vermeldingen zijn I.D. Magazine Top 40 Design Innovators (1996); Chrysler Award for Innovation (1996); Smithsonian's Cooper-Hewitt National Design Award for Product Design (2002), Legend Award (Contract Magazine - 2005) en in 2007 benoemde Forbes.com Diffrient de 'grootvader van de ergonomische revolutie'. Diffrient is ook benoemd tot Honorary Royal Designer for Industry door de Royal Society of Arts and Industry in Londen.

## Overzicht van ontworpen producten

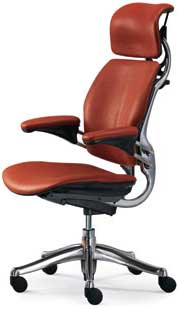
Freedom Chair, 1999

- Diffrient Smart Chair (Humanscale), 2013
- Diffrient World Chair (Humanscale), 2009
- Liberty Chair (Humanscale), 2004
- Diffrient Task and Work Light (Humanscale), 2002
- Freedom Chair (Humanscale), 1999
- Flexible Workspace Furniture System (KI), 1998
- Helena Chair and Jefferson Chair (SunarHauserman), 1984
- Diffrient Chair (Knoll), 1979
- John Deere tractors (Henry Dreyfuss)
- Borletti Sewing Machine (Marco Zanuso)